# ارسا (دی‌سی کامیکس)
اِرسا (به انگلیسی: Ursa) یک شخصیت خیالی ابرشرور در کتاب‌های کامیک آمریکایی منتشر شده توسط دی‌سی کامیکس است که اغلب به عنوان دشمن شخصیت ابرقهرمان سوپرمن تصویر می‌شود. این شخصیت برای نخستین بار در فیلم سوپرمن (۱۹۷۸)، با نقش‌آفرینی هنرپیشه بریتانیایی سارا داگلاس حضور پیدا کرد. نزدیک به سه دهه بعد، این شخصیت در شمارهٔ ۸۴۵ از مجموعه کمیک دنباله‌دار اکشن کامیکس (ژانویه ۲۰۰۷) حضوری دوباره یافت. ارسا یکی از هم‌دستان شخصیت ژنرال زاد در سیارهٔ کریپتون به‌شمار می‌رود، که همراه با او به ناحیه فانتوم تبعید شد. او به عنوان یک کریپتونی، توانایی‌ها و قدرت‌هایی مشابه با سوپرمن دارد.